# 南極洲宗教

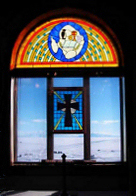
「雪之教堂」的內部

目前，南極洲上僅有基督宗教的宗教建築物。南極洲共有至少7個用作宗教崇拜的教堂，當中包括﹕
- 羅斯島麥克默多站的無教派基督堂—「雪之教堂」(Chapel of the Snows)
- 南设得兰群岛別林斯高晉站的東正教堂—「三一教堂」(Trinity Church)
- 西摩島马兰比奥站的天主教堂—盧漢聖母堂（Chapel of Santisima Virgen de Lujan）
- 南極半島埃斯佩蘭薩基地的天主教堂—聖方濟各教堂
- 南设得兰群岛聖基利文基地的東正教堂—里拉的聖伊萬堂，它是首位建於南極，也是地球最南端的東正教堂。
- 南设得兰群岛拉斯埃斯特雷亞斯鎮的天主教堂—聖母和平之后教堂
- 科茨地貝爾格拉諾II站有一座由冰建造的天主教堂[1]，是全球最南端的宗教崇拜建築[2]。

雖然上述都為基督教、天主教或是東正教的教堂，但「雪之教堂」還可用作佛教和巴哈教崇拜之用。

## 亞南極群島
南极辐合带以南和南纬60度以北也有兩座教堂﹕

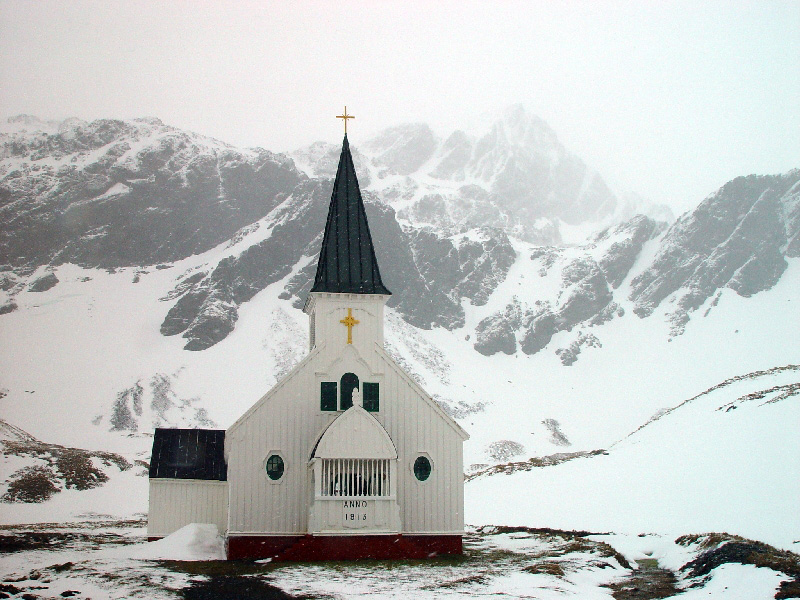
位於南喬治亞島與南桑威奇群島古利德維肯的挪威路德會教堂

- Notre-Dame des Vents﹕位於凯尔盖朗群岛主島的法兰西港
- 挪威路德會教堂﹕位於南喬治亞島與南桑威奇群島的古利德維肯。這教堂建於1913年，經過多年的風化，路德會教堂於1996年至1998年翻新，現可用作崇拜和舉行婚禮[3]。

## 位於南極幅合帶但供南極領地用的教堂
- 位於斯坦利港的基督教堂大教堂不但供福克蘭群島所用，也供南喬治亞島與南桑威奇群島及英属南极领地之用。
- 彭塔阿雷纳斯教堂除了供本土所用外，還可給智利南極領地用。

## 資料來源
1. ↑  WAPONLINE. . www.waponline.it.   [2025-01-01]. （原始内容存档于2011-07-22） （it-IT）.
2. ↑  .   [2013-04-13]. （原始内容存档于2019-07-23）.
3. ↑  .   [2013-04-13]. （原始内容存档于2017-08-18）.